# Paulo Jackson Nóbrega de Sousa

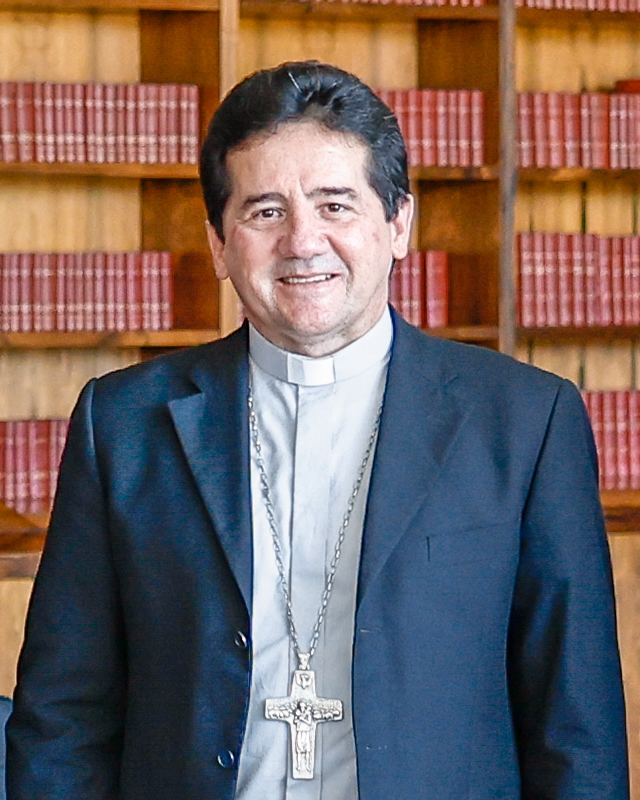
Paulo Jackson Nóbrega de Sousa (2023)

Wappen von Paulo Jackson Nóbrega de Sousa als Erzbischof

Paulo Jackson Nóbrega de Sousa (* 17. April 1969 in São José de Espinharas, Paraíba) ist ein brasilianischer Geistlicher und römisch-katholischer Erzbischof von Olinda e Recife.

## Leben
Paulo Jackson Nóbrega de Sousa studierte von 1987 bis 1989 Philosophie am Theologischen Institut von Recife (ITER) und von 1990 bis 1992 Katholische Theologie am Priesterseminar Imaculada Conceição in João Pessoa. Am 17. Dezember 1993 empfing er das Sakrament der Priesterweihe für das Bistum Patos.
Nach der Priesterweihe war Nóbrega de Sousa zunächst als Pfarradministrator der Pfarreien São Sebastião in Catingueira (1994–1995), São Pedro und Nossa Senhora das Dores in Mãe d’Água (1995–1996) sowie Nossa Senhora de Fátima (1996–1997) tätig. Von 1997 bis 2001 studierte er am Päpstlichen Bibelinstitut in Rom und erwarb bei Ugo Vanni SJ mit der Arbeit Ap 18,9–20. Apenas um momento („Offb 18,9–20. Nur einen Moment“) das Lizenziat im Fach Bibelwissenschaft. Nach der Rückkehr in seine Heimat wirkte Nóbrega de Sousa von 2001 bis 2002 als Pfarrvikar der Pfarrei Nossa Senhora da Guia, bevor er Pfarrer der Pfarrei Santo Antônio wurde. Daneben koordinierte er von 2002 bis 2003 die Pastoral im Bistum Patos und war von 2001 bis 2007 in der Priesterausbildung am Priesterseminar Imaculada Conceição in João Pessoa tätig. Ferner leitete er von 2001 bis 2006 als Regens das Priesterseminar in Patos. Darüber hinaus fungierte er von 2004 bis 2007 als nationaler Sekretär der Organisation der Seminare und philosophisch-theologischen Institute Brasiliens (OSIB). 2007 setzte Nóbrega de Sousa seine Studien an der Päpstlichen Universität Gregoriana in Rom fort, an der er 2010 bei Romano Penna mit der Arbeit Nós, um povo de filhos chamado por Deus. Estudio exegético-teológico da temática „povo de Deus“ a partir de Rm 9,24–29 („Wir, ein von Gott berufenes Volk von Söhnen. Exegetisch-theologische Untersuchung des Themas „Volk Gottes“ ausgehend von Röm 9,24–29“) in Biblischer Theologie promoviert wurde.
2010 kehrte er in das Bistum Patos zurück und wirkte kurzzeitig als Pfarrer der Pfarrei Nossa Senhora da Conceição in São Mamede. Ab 2011 lehrte Nóbrega de Sousa biblische Theologie an der Päpstlichen Universität von Minas Gerais in Belo Horizonte und an der Faculdade Jesuíta de Filosofia e Teologia (FAJE). Außerdem gehörte er dem Redaktionsteam der Zeitschrift Perspectiva Teológica und der Forschungsgruppe A Bíblia em leitura cristã an. Seine Forschungsschwerpunkte waren der Pentateuch, die Offenbarung des Johannes und die Paulusbriefe sowie die paulinische Ekklesiologie. Neben seiner akademischen Tätigkeit war er von 2011 bis 2013 Pfarrvikar der Pfarrei São Geraldo und ab 2013 Pfarradministrator der Pfarrei Senhor Bom Jesus do Horto in Belo Horizonte. Überdies war er in der Priesterausbildung seines Heimatbistums tätig. 2012 verlieh ihm der Stadtrat von São Mamede die Ehrenbürgerwürde.
Papst Franziskus ernannte ihn am 20. Mai 2015 zum Bischof von Garanhuns. Die Bischofsweihe spendete ihm der Erzbischof von Belo Horizonte, Walmor Oliveira de Azevedo, am 18. Juli desselben Jahres auf dem Largo Dom Gerardo vor der Kathedrale Nossa Senhora da Guia in Patos; Mitkonsekratoren waren der Bischof von Patos, Eraldo Bispo da Silva, und der Bischof von Petrolina, Manoel dos Reis de Farias. Sein Wahlspruch In verbo tuo („Auf dein Wort hin“) stammt aus Lk 5,5 . Die Amtseinführung im Bistum Garanhuns fand am 23. August 2015 statt. Auf seine Initiative erfolgte die Renovierung des Colégio Diocesano de Garanhuns. Ein weiterer Schwerpunkt seines Wirkens war die Förderung von Priesterberufungen. So organisierte Nóbrega de Sousa die Priesterausbildung des Bistums Garanhuns neu und gründete das Obra das Vocações Sacerdotais (OVS). In der Brasilianischen Bischofskonferenz gehörte er zudem von 2015 bis 2019 der Kommission für die biblisch-katechetische Arbeit an. Von 2019 bis 2023 fungierte er als Präsident der Region Nordeste II, in der er zusätzlich verantwortlicher Bischof für die Glaubenslehre war.
Am 14. Juni 2023 bestellte ihn Papst Franziskus zum Erzbischof von Olinda e Recife. Die Amtseinführung fand am 13. August desselben Jahres statt. Zudem ist Nóbrega de Sousa bereits seit April 2023 zweiter Vizepräsident der Brasilianischen Bischofskonferenz.

## Schriften
- Ap 18,9–20. Apenas um momento. Pontificio Istituto Biblico, Rom 2001.
- Apenas um momento. Uma tentativa de leitura de Ap 18,9–20. In: Símbolos. Band 1, 2003, S. 57–77.
- Nós, um povo de filhos chamado por Deus. Estudio exegético-teológico da temática „povo de Deus“ a partir de Rm 9,24–29. Pontificia Università Gregoriana, Rom 2010, OCLC 773026344.
- Rm 15,14–33: Paulo entre a Galácia, Jerusalém e a Espanha. In: 25° Congresso Internacional Soter: Mobilidade Religiosa. Linguagens. Juventude. Política, 2012, Belo Horizonte. Anais do Congresso da Soter. Pontifícia Universidade Católica de Minas Gerais, Belo Horizonte 2012, S. 1507–1533.
- A temática eclesiológica „povo de Deus“ a partir de Rm 9,24–29. In: Perspectiva Teológica. Band 45, Nr. 127, 2013, OCLC 8515450289, S. 439–459 (edu.br [PDF; 2,6 MB]).
- Um segredo escondido e revelado entre fios: Jz 16,4–22. In: Horizonte. Revista de Estudos de Teologia e Ciências da Religião. Band 13, Nr. 38, 2015, OCLC 5855286902, S. 907–940.
- Somente o amor edifica. A ética paulina. In: José Maurício Carvalho (Hrsg.): Ética Cristã e Filosofia Clínica. FiloCzar, São Paulo 2015, S. 69–80.